# Ulva (Schotland)
Ulva (Schots-Gaelisch: Ulbha) is een eiland van de Binnen-Hebriden en valt bestuurlijk onder Argyll and Bute bij Mull. Het eiland is 19.90 km² groot en had in 2001 16 inwoners (0,91 inw./km²).